# Піта синьогуза
Піта синьогуза (Hydrornis soror) — вид горобцеподібних птахів родини пітових (Pittidae).

## Поширення
Вид поширений в Камбоджі, Китаї, Лаосі, Таїланді, і В'єтнамі. Його природними місцями проживання є субтропічні та тропічні вологі рівнинні ліси, субтропічні та тропічні вологі гірські ліси.